# Sarinda cutleri
Sarinda cutleri är en spindelart som först beskrevs av David B. Richman 1965.  Sarinda cutleri ingår i släktet Sarinda och familjen hoppspindlar. Inga underarter finns listade i Catalogue of Life.